# Трстеник (Шентруперт)
Трстеник (словен. Trstenik) — поселення в общині Шентруперт, регіон Південно-Східна Словенія, Словенія.